# Lucrezia Bori
Lucrezia Bori, właśc. Lucrecia Borja y González de Riancho (ur. 24 grudnia 1887 w Walencji, zm. 14 maja 1960 w Nowym Jorku) – hiszpańska śpiewaczka, sopran.

## Życiorys
Ukończyła konserwatorium w Walencji, następnie studiowała u Melchiora Vidala w Mediolanie. Na scenie zadebiutowała w 1908 roku w Teatro Adriano w Rzymie jako Micaëla w Carmen Georges’a Bizeta. W kolejnych latach śpiewała w Mediolanie, Neapolu i Paryżu. W 1912 roku tytułową rolą w Manon Lescaut Giacomo Pucciniego debiutowała na deskach Metropolitan Opera w Nowym Jorku, gdzie następnie śpiewała aż do sezonu 1914/1915, kiedy to na skutek załamania głosu musiała na pewien czas zaprzestać występów. W 1919 roku wróciła na scenę, występując w Monte Carlo jako Mimi w Cyganerii. W latach 1921–1936 ponownie występowała w Metropolitan Opera.
W swoim repertuarze miała partie liryczne z oper m.in. Bizeta, Gounoda, Charpentiera i Pucciniego. Wystąpiła w roli Oktawiana we włoskiej premierze Kawalera srebrnej róży Richarda Straussa (Mediolan 1911).